# Симон Мануел
Симон Мануел (енгл. Simone Manuel; Шугар Ланд, 2. август 1996) америчка је пливачица чија специјалност је пливање слободним стилом на 50 и 100 метара. 
Актуелна је олимпијска победница у дисциплинама 100 метара слободно и штафети 4×100 мешовито. 

## Пливачка каријера
Након што је на националном првенству Сједињених Држава 2013. заузела треће место у трци на 100 метара слободним стилом, и друго место на дупло краћој деоници, по први пут улази у састав америчке пливачке репрезентације. На светској сцени дебитује исте године на Светском првенству у Барселони и као чланица штафете 4×100 слободно осваја своју прву златну медаљу у каријери. 
До нових медаља са светских првенстава долази на Светском првенству 2015. у руском Казању где узима злато у мешовитој штафети на 4×100 и бронзану медаљу у штафети 4×100 слободно. У Казању је пливала и у појединачним тркама на 50 и 100 слободно, где је заузела осмо, односно пето место у финалним тркама. 
Захваљујући одличним наступима на америчким трајалсима за Олимпијске игре 2016. у Рио де Жанеиру по први пут се нашла у саставу америчког олимпијског тима. У Рију је Симон пливала четири дисциплине, и у све четири се окитила олимпијским медаљама. Прву олимпијску медаљу, и то сребрну, освојила је као чланица штафете 4×100 слободно, заједно са Аби Вајцел, Дејном Волмер и Кејти Ледеки. Потом у трци на 100 метара слободно плива време новог олимпијског рекорда 52.70 секунди, осваја своју прву златну олимпијску медаљу и постаје првом Афроамериканком са златном олимпијском медаљом освојеном у појединачним пливачким дисциплинама. Пар дана касније осваја и сребро на 50 метара слободно, и злато у штафети 4×100 мешовито.

### Лични рекорди
| Олимпијски базен (50 метара) | Олимпијски базен (50 метара) | Олимпијски базен (50 метара) | Олимпијски базен (50 метара) | Олимпијски базен (50 метара) | Олимпијски базен (50 метара) |
| ---------------------------- | ---------------------------- | ---------------------------- | ---------------------------- | ---------------------------- | ---------------------------- |
| Дисциплина                   | Резултат                     | Место                        | Датум                        | Нап.                         | Извор                        |
| 50 метара слободно           | 24.08                        | Рио де Жанеиро               | 13. август 2016.             |                              | [ 5 ]                        |
| 100 метара слободно          | 52.70                        | Рио де Жанеиро               | 11. август 2016.             | НР, ОР                       | [ 6 ]                        |

НР − национални рекорд; ОР − олимпијски рекорд